# Alchemilla nietofelineri
Alchemilla nietofelineri är en rosväxtart som beskrevs av S. Fröhner. Alchemilla nietofelineri ingår i släktet daggkåpor, och familjen rosväxter. Inga underarter finns listade i Catalogue of Life.